# تاريخ اليهود في بلجيكا

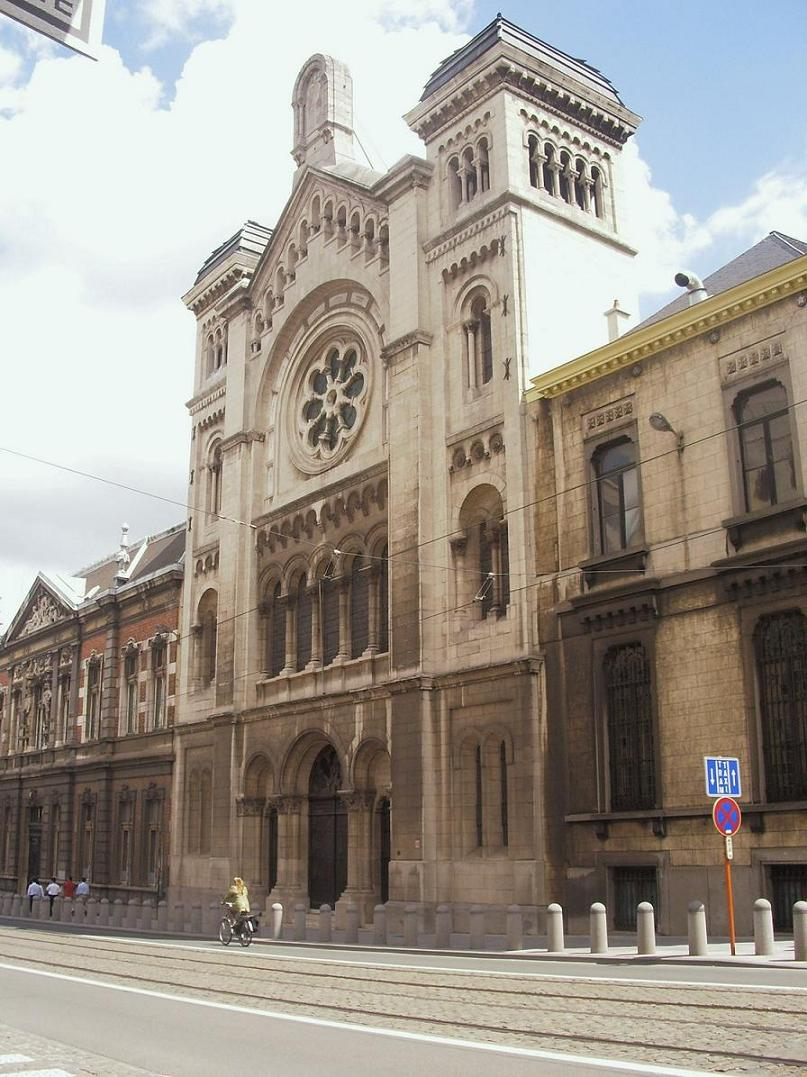

يمتد تاريخ اليهود في بلجيكا منذ القرن الأول الميلادي حتى يومنا هذا. بلغ عدد الجالية اليهودية 66,000 نسمة عشية الحرب العالمية الثانية، لكن بعد الحرب والمحرقة أصبح الآن أقل من نصف هذا العدد.
تؤوي بلجيكا اليوم أكثر من ثلاثين ألف يهودي، ثلثاهم يعيشون في أنتويرب.

## التاريخ

### التاريخ المبكر
وصل أوائل اليهود إلى الأراضي الحالية في بلجيكا مع الرومان بين عامي 50 و60 ميلادي. جاء ذكر اليهود في العصور الوسطى في دوقية برابنت، وفي عام 1261 أمر الدوق هنري الثالث بطرد اليهود والمرابين من المقاطعة. عانى المجتمع اليهودي أكثر من ذلك خلال الحملات الصليبية، إذ أُعدِم العديد من اليهود الذين رفضوا أن يتعمدوا. اختفت هذه الجماعة الأولى بمعظمها إثر اضطهاد اليهود خلال الموت الأسود 1348-1350، وأخيرًا مذبحة بروكسل 1370.

### السفارديم
في القرن السادس عشر، استقر العديد من اليهود الذين طردوا من إسبانيا والبرتغال في بلجيكا وهولندا. بالإضافة إلى ذلك، استقر العديد من المارانوس (يهود متخفون اعتنقوا المسيحية ظاهريًا) في أنتويرب في نهاية القرن الخامس عشر.

### تاريخ لاحق
بدأ الحكم النمساوي (آل هابسبورغ) في بلجيكا عام 1713. اكتسب اليهود المزيد من الحقوق خلال عهد الإمبراطور جوزيف الثاني تحديدًا، كالحق بممارسة الحرف اليدوية، وامتلاك الأرض، وإدارة مدافنهم الخاصة. هاجر عدد من يهود أشكناز إلى المنطقة في تلك الفترة. تحسنت حالة اليهود في بلجيكا في ظل الحكم الفرنسي والهولندي.
بُعيد استقلال بلجيكا بفترة وجيزة عام 1830، أصبحت اليهودية دين معترف به رسميًا (إلى جانب الكاثوليكية الرومانية عقيدة الأغلبية في البلاد، والبروتستانتية). في 17 مارس 1832، أُسِّس الكونسيستوار اليهودي المركزي لبلجيكا بوصفه الممثل الرسمي للدين اليهودي لدى السلطات البلجيكية. بُني الكنيس اليهودي العظيم في بروكسل في 1876–1877.
في مطلع القرن، تحولت نقطة المحورية في تجارة الماس العالمية من أمستردام إلى أنتويرب، مستقطبةً العديد من تجار الماس اليهود والصقّالين إلى المدينة. أثناء الحرب العالمية الأولى، فرَّ كثيرون إلى هولندا المحايدة، لكنهم عادوا بعد الحرب. هاجر العديد من اليهود البولنديين والرومانيين أثناء عشرينيات القرن العشرين، وجلب الاضطهاد النازي موجات من اليهود الألمان والنمساويين في ثلاثينيات القرن العشرين.

### الهولوكوست
قبل الحرب العالمية الثانية وبلوغ ذروتها، كانت الجالية اليهودية في بلجيكا تضم نحو 70 ألف يهودي (35 ألف يهودي يقيمون في أنتويرب و25 ألف في بروكسل). وفي ذلك الوقت كان نحو 22 ألف يهودي من اللاجئين اليهود الألمان. 6% فقط من السكان اليهود كانوا من حاملي الجنسية البلجيكية. احتلت ألمانيا النازية بلجيكا في الفترة الممتدة بين مايو 1940 وسبتمبر 1944، وجرى تبنيّ سياسات معادية للسامية في مختلف أنحاء بلجيكا، رغم أن المقاومة الشعبية في بعض المدن أعاقت تطبيقها بالكامل. ألقت الشرطة المحلية البلجيكية القبض على اليهود – ثلاث مرات في أنتويرب –  وساعدت الألمان على تنفيذ سياستهم القاتلة ضد اليهود. رُحِّل نحو 45% من اليهود البلجيكيين (25,484 شخص) إلى معسكرات الاعتقال في ثكنات دوسين في ميخلين، معسكر أوشفيتز بيركينو في المقام الأول. لم ينجُ من الحرب سوى 1200 من المُرحَّلين. مثّلت لجنة حماية اليهود (بالفرنسية: Comité de Défense des Juifs) التي عملت مع جبهة المقاومة الوطنية «جبهة الاستقلال (بالفرنسية: Front de l'Indépendance)» أكبر حركة دفاع يهودية في بلجيكا أثناء الحرب. أُجلِي قسرًا بعض اليهود البلجيكيين الذين فروا من بلجيكا عام 1940 على متن القطارات من درانسي، فرنسا. هلك ما مجموعه 28900 يهودي بلجيكي بين عامي 1942 و1945. كانت بلجيكا هي الدولة المحتلة الوحيدة التي توقفت فيها القطارات (قطار XX) لمنح المُرحَّلين فرصة الفرار.
يقع النصب التذكاري الوطني للشهداء اليهود في بلجيكا في بروكسل. سُجِّل أكثر من عشرين ألف اسم لضحايا اليهود البلجيكيين على جدران النصب التذكاري. لاقى بعضهم حتفهم على الأراضي البلجيكية، لكن العديد منهم قد سِيقوا إلى معسكرات الإبادة وأُعدِموا في الشرق.